# Erica Wiebe
Erica Wiebe, née le 13 juin 1989 à Ottawa, est une lutteuse canadienne.

## Biographie
Née dans un quartier résidentiel de la capitale canadienne en 1989, Erica Wiebe commence la lutte libre en troisième. Elle fait ses débuts à l'international en tant que junior avec les Jeux panaméricains de 2007. Elle fait partie des partenaires d'entraînement de l'équipe canadienne aux Jeux olympiques d'été de 2012. Aux Jeux olympiques d'été de 2016, elle remporte une médaille d'or en lutte libre dans la catégorie des moins de 75 kg.
Elle vit et évolue à Calgary. Elle a deux baccalauréats universitaires : un en kinésiologie obtenu en 2012 à l'Université de Calgary et un en sociologie obtenu en 2016 toujours dans la même université.

## Palmarès

### Jeux olympiques
- Jeux olympiques d'été de 2016 à Rio de Janeiro :
  -  Médaille d'or dans la catégorie des moins de 75 kg

### Championnats régionaux
- Jeux du Commonwealth de 2014 à Glasgow :
  -  Médaille d'or dans la catégorie des moins de  75 kg
- Jeux du Commonwealth de 2018 à Gold Coast :
  -  Médaille d'or dans la catégorie des moins de 76 kg